# Fred MacMurray
Frederick Martin MacMurray (Kankakee, Illinois, 30 de agosto de 1908-Santa Mónica, California, 5 de noviembre de 1991), más conocido como Fred MacMurray, fue un actor estadounidense de cine y televisión que participó en más de cien películas y exitosas series de televisión, en una carrera profesional que se extendió desde los años 1930 hasta los 70.

## Biografía
Tras estudiar música, intentó ganarse la vida como saxofonista, pero tras una gira llegó a California, donde abandonó la música para empezar su carrera como actor, en un principio como figurante, hasta que en 1935 firmó un contrato con Paramount y tuvo su primer papel principal en The Gilded Lyly, dirigida por Wesley Ruggles y con grandes estrellas del momento, como Claudette Colbert y Ray Milland. 
En su siguiente película, Fred MacMurray actuó junto a Katharine Hepburn en Sueños de juventud (Alice Adams), dirigida por George Stevens. Antes de acabar el año 1935, y a principios de 1936, intervino en dos películas junto a otra de las grandes estrellas femeninas de la década, Carole Lombard, concretamente en Candidata a millonaria de Mitchell Leisen y The Princess Came Across de William K. Howard.
Durante la década de 1930 siguió participando en comedias, pero a partir de 1940 comenzó también a intervenir en películas de distintos géneros como western, drama y cine negro demostrando su versatilidad como actor. 
En la misma década destacó en otras películas dirigidas por Mitchell Leisen como Recuerdos de una noche con Barbara Stanwyck, Capricho de mujer, con Marlene Dietrich, Ella y su secretaria con Rosalind Russell, y en No hay tiempo para amar, con Claudette Colbert. También en Demasiados maridos de Wesley Ruggles, con Jean Arthur. Pero la película por la que sería recordado fue la dirigida por Billy Wilder en 1943, Perdición, acompañado por Edward G. Robinson y Barbara Stanwyck.
En la década de 1950 su estrella se fue poco a poco apagando y apareció en producciones menores o en papeles secundarios en películas mayores. En 1954 actuó en El motín del Caine de Edward Dmytryk, donde tenía como compañeros a Humphrey Bogart, Van Johnson y José Ferrer. En este mismo año rodará La casa número 322 de Richard Quine en la que compartió protagonismo con Kim Novak, y en la que realizó un personaje muy similar al de Perdición, que había realizado once años antes. En 1955 fue uno de los protagonistas de Horizontes azules de Rudolph Maté junto con Charlton Heston y Donna Reed, donde se recreaba la famosa Expedición de Lewis y Clark.
En 1960 actuó en el filme clásico El apartamento, de Billy Wilder, en la que MacMurray es el malvado jefe que se aprovecha del personaje interpretado por Jack Lemmon para seducir a la bella ascensorista, interpretada por Shirley MacLaine. 
También en la década de 1960 protagonizó varios largometrajes para la Disney: Un sabio en las nubes, su secuela Un sabio despistado y Doce docenas de hijos, donde interpretó a un jefe de boy scouts en una típica comedia familiar. 
Finalizó su carrera en 1978, en la película El enjambre de Irwin Allen.
Después de una larga lucha contra la leucemia, murió a los 83 años de edad, de neumonía, en Santa Mónica. Fue sepultado en el cementerio Holy Cross Cemetery en Culver City.

## Filmografía

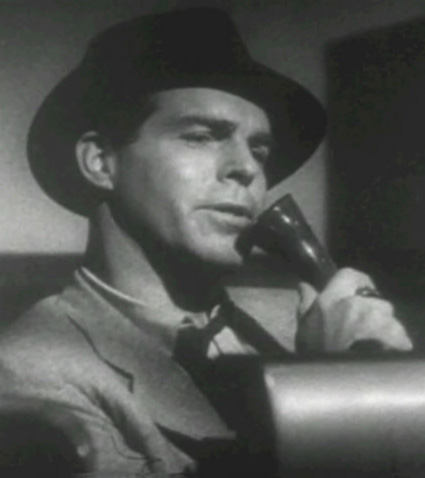
Fotograma del reclamo de Double Indemnity.

| - Why Leave Home? (1929) - Tiger Rose (1929) - Grand Old Girl (1935) - The Gilded Lily (1935) - Pistas secretas (Car 99) (1935) - Men Without Names (1935) - La mujer que supo amar / Sueños de juventud (Alice Adams, 1935) - Candidata a millonaria (Hands Across the Table, 1935) - La novia que vuelve (The Bride Comes Home) (1935) - El camino del pino solitario (The Trail of the Lonesome Pine, 1936) - Thirteen Hours by Air (1936) - The Princess Comes Across (1936) - Milicias de paz (The Texas Rangers) (1936) - Champagne Waltz (1937) - La muchacha de Salem (Maid of Salem) (1937) - Comenzó en el trópico (Swing High, Swing Low) (1937) - Exclusive (1937) - True Confession (1937) - Cocoanut Grove (1938) - Men with Wings (1938) - Sing You Sinners (1938) - Locuras de millonarios (Cafe Society) (1939) - Invitación a la felicidad (Invitation to Happiness) (1939) - Un novio para tres novias (Honeymoon in Bali) (1939) - Remember the Night (1940) - El despertar de una ciudad (Little Old New York) (1940) - Demasiados maridos (Too Many Husbands) (1940) - Los aventureros de Santa Marta (Rangers of Fortune) (1940) - Virginia (Virginia) (1941) - One Night in Lisbon (1941) - Bombarderos en picado (Dive Bomber, 1941) - New York Town (1941) - Capricho de mujer (The Lady Is Willing, 1942) - Ella y su secretario (Take a Letter, Darling, 1942) - Corazones en llamas (The Forest Rangers) (1942) - Fantasía de estrellas (Star Spangled Rhythm) (1942) - Flight for Freedom (1943) - No hay tiempo para amar (No Time for Love) (1943) - Above Suspicion (1943) - Standing Room Only (1944) - Diablillos con faldas (And the Angels Sing) (1944) - Perdición / Pacto de sangre (Double Indemnity)(1944) | - Bodas blancas (Practically Yours) (1944) - Where Do We Go from Here? (1945) - El capitán Eddie (Captain Eddie) (1945) - Murder, He Says (1945) - Pardon My Past (1945) - Smoky (1946) - Suddenly, It's Spring (1947) - El huevo y yo (The Egg and I) (1947) - Una vida y un amor / Singapur (Singapur) (1947) - El camino de la felicidad (On Our Merry Way) (1948) - El milagro de las campanas (The Miracle of the Bells, 1948) - No te fíes de tu marido (An Innocent Affair) (1948) - Luna sin miel (Family Honeymoon) (1949) - Father was a Fullback (1949) - Alarma en la frontera (Borderline) (1950) - ¡Qué vida ésta! / Mi vida con un vaquero (Never a Dull Moment) (1950) - Un millonario para Christy (A Millionaire for Christy) (1951) - Callaway Went Thataway (1951) - Rumbo a Java (Fair Wind to Java) (1953) - The Moonlighter (1953) - El motín del Caine (1954) - Pushover (1954) - El mundo es de las mujeres (Woman's World) (1954) - Horizontes azules (The Far Horizons) (1955) - Las lluvias de Ranchipur (The Rains of Ranchipur) (1955) - Así mueren los valientes (At Gunpoint) (1955) - Siempre hay un mañana (There's Always Tomorrow) (1956) - Una pistola para un cobarde (Gun for a Coward) (1957) - Quantez (1957) - Day of the Bad Man (1958) - Un buen día para la ejecución (Good Day for a Hanging) (1959) - El extraño caso de Wilby (The Shaggy Dog) (1959) - El rostro del fugitivo (Face of a Fugitive) (1959) - The Oregon Trail (1959) - The Apartment (1960) - Un sabio en las nubes (The Absent-Minded Professor) (1961) - Los conflictos de papá (Bon Voyage!) (1962) - El sabio en apuros (Son of Flubber) (1963) - Besos para mi presidente (Kisses for My President) (1964) - Veinte docenas de hijos (Follow Me, Boys!) (1966) - El más feliz millonario (The Happiest Millionaire) (1967) - Charley and the Angel (1973) - El enjambre (The Swarm) (1978) |